# 1815

Mapa polític d'Europa després del Congrés de Viena el 1815.

## Esdeveniments
Països Catalans
- 1 de març - Reus: S'estableix el primer servei de diligències de l'estat, que uneix Reus i Barcelona en deu hores i mitja.[1]

Resta del món
- 19 de febrer - El Tejar (Província de Jujuy, Argentina): l'exèrcit espanyol guanya el combat del Tejar durant la Guerra de la Independència Argentina.
- 1d'abril - Schönhausen, Saxònia: Otto von Bismarck, polític prussià, 1r canceller d'Alemanya.(m. 1898)[2]
- 15 d'abril - Erupció del volcà Tambora, coneguda com l'erupció volcànica més forta registrada fins ara.
- 3 de maig -Tolentino (Regne de Nàpols): final de la batalla de Tolentino, que es va lliurar sobre el 2-3 de maig. Va ser una batalla decisiva en la guerra napolitana, batalla pel Napoleònic Regne de Nàpols Joachim Murat per mantenir el tron després del congrés de Viena.[3]
- 9 de juny - Viena: El Congrés de Viena s'acaba en determinar les noves fronteres dels estats europeus.
- 16 de juny - Ligny (Província de Namur, Bèlgica): l'exèrcit napoleònic guanya la batalla de Ligny tot i que estaven en inferioritat numèrica contra l'exèrcit prussià durant la Setena Coalició de les Guerres Napoleòniques.[3]
- 18 de juny - Waterloo (Ducat de Brabant) (actualment a Bèlgica): Les tropes napoleòniques són derrotades per les tropes britàniques en la batalla de Waterloo que marcarà la victòria aliada de la Setena Coalició.[2]
- 15 de juliol: Napoleó Bonaparte fou reclòs pels britànics a l'illa de Santa Helena, a l'Atlàntic.
- 18 de setembre - La Corunya: Pronunciamiento de Juan Díaz Porlier
- 20 de novembre - París: Signatura del Tractat de París després de la desfeta de Napoleó Bonaparte en la batalla de Waterloo. Estableix una multa per França, que ha de tornar a les seves fronteres de 1720. A més a més, estableix l'abolició del comerç d'esclaus en els països signants.

## Naixements
Països Catalans
- 24 de febrer - Cameles, Rosselló: Andreu Toron i Vaquer, músic i constructor d'instruments rossellonès, inventor de la tenora (m. 1886).
- 24 de març - Reus: Maria Rosa Molas, o mare Molas, religiosa fundadora de les Germanes de la Consolació (m. 1876).[4]
- 29 d'abril - Santa Maria d'Oló: Joan Plans i Costa, adroguer, alcalde de Sabadell i president de Caixa d'Estalvis de Sabadell.
- 2 de maig - Sant Julià de Vilatorta: Felip Benessat i Bayés, farmacèutic, químic, taxidermista i sacerdot català (m. 1878).[5]
- 5 d'octubre - Sant Cugat del Vallès: Josep Maria Bocabella i Verdaguer, llibreter i filantrop català, que ideà la construcció de la Sagrada Família.
- 21 de novembre - Barcelona: Josep Oriol Mestres i Esplugas, arquitecte i pessebrista català.
- 23 de desembre - Centelles, Osona: Ildefons Cerdà i Sunyer, enginyer, urbanista, jurista, economista i polític català (m. 1876).
- Llívia: Lluís Cutchet i Font, periodista i polígraf català (m. 1892).[6]

Resta del món
- 11 de gener: John Alexander Macdonald, primer ministre del Canadà (m. 1891).[7]
- 12 de febrer - Roma, Itàlia: Federico de Madrazo, pintor espanyol.
- 24 de febrer - Cameles, Rosselló: Andreu Turon i Vaquer, inventor de la tenora moderna.
- 24 de març - Oldenburg: Johanna Sophie Löwe, cantant alemanya (m. 1866).[8]
- 11 de juny - Calcuta, Índia britànica: Julia Margaret Cameron, fotògrafa britànica (m. 1879).[9]
- 13 de juliol - (Falmouth, Virgínia: James A. Seddon, polític sudista (m. 1880).[10]
- 7 d'agost - Mülheim am Rhein: Karl Formes, cantant d'òpera alemany.
- 16 d'agost - Castelnuovo Don Bosco, Piemont: Joan Bosco, eclesiàstic i pedagog italià, fundador de la Congregació Salesiana i la de les Filles de Maria Auxiliadora.
- 8 de setembre - Lodi, Itàlia: Giuseppina Strepponi, soprano italiana casada amb Giuseppe Verdi (m. 1897).[11]
- 31 d'octubre - Ostenfelde, Westfàlia: Karl Weierstrass, matemàtic (m. 1897).[12]
- 2 de novembre - Lincoln, Lincolnshire: George Boole, matemàtic i filòsof anglès (m. 1864).[13]
- 11 de novembre - Johnstown: Elizabeth Cady Stanton, activista estatunidenca, abolicionista, impulsora del feminisme (m. 1902).[14]
- 10 de desembre - Londres: Ada Lovelace, matemàtica anglesa, primera programadora en la història dels computadors (m. 1852).[15]
- 13 de desembre, Trebel'ovce, Hongriaː Pálné Veresː mestra hongaresa defensora de l'educació de les dones.[16]
- Ilza, Polònia: Stefan Lodwigowski, compositor i mestre de capella polonès.
- Oberbränd, Eisenbach: Johann Baptist Beha, rellotger

## Necrològiques
Països Catalans
- 1878 - Sabadell: Felip Benessat i Bayés, farmacèutic, químic, taxidermista i sacerdot català.

Resta del món
- 24 de febrer - Robert Fulton, inventor americà (n. 1765)
- 5 de març - Iznang (Moos, Baden-Württemberg, Alemanya): Franz Anton Mesmer, desenvolupador de la hipnosi (n. 1734)